# Alan da Silva Souza
Alan da Silva Souza, meglio noto come Alan (Andirá, 9 dicembre 1987), è un ex calciatore brasiliano, di ruolo attaccante.

## Carriera
Ha giocato nella massima serie dei campionati ucraino, cipriota, maltese e greco.

## Palmarès

### Club

#### Competizioni nazionali
- Campionato maltese: 1

Valletta: 2013-2014
- Coppa di Malta: 1

Valletta: 2013-2014